# Mictyris
Mictyris – jedyny rodzaj krabów z monotypowej rodziny Mictyridae.
Kraby te są żywo ubarwione. Mają gruby, kulistawy, w obrysie szerszy niż dłuższy karapaks o wyraźnie zaznaczonych bruzdach szyjnych i kardiobranchialnych. Dołki oczne są u nich zanikłe i występuje niewielki kolec zaoczny. Czułki pierwszej pary są małe, a drugiej pary mają szczątkowe, składane prawie wertykalnie biczyki i rozdzielone są wąską przegrodą. Całkowicie zamykające owalną jamę przedgębową szczękonóża trzeciej pary są duże, wypukłe, z głaszczkiem osadzonym stawowo w przednio-zewnętrznym kącie meropoditu i ze smukłym, pozbawionym biczyka egzopoditem. U obu płci obie pary szczypców są smukłe i zbliżonej wielkości. Odnóża kroczne również są smukłej budowy. U obu płci wszystkie segmenty odwłoka są szerokie i widoczne, a otwory płciowe położone na sternum.
Skorupiaki te zamieszkują region środkowo-zachodniego Indo-Pacyfiku. Znane są z gromadzenia się w trakcie odpływu w dużych ilościach na równiach pływowych o podłożu piaszczysto-mulistym.
Rodzaj ten wyróżnił w 1806 roku Pierre-André Latreille, a do własnego taksonu rangi ponadrodzajowej sklasyfikował go po raz pierwszy James Dwight Dana w 1851. Zalicza się do niego 8 opisanych gatunków:
- Mictyris brevidactylus Stimpson, 1858
- Mictyris darwinensis Unno et Semeniuk, 2011
- Mictyris guinotae Davie, Shih et Chan, 2010
- Mictyris livingstonei McNeill, 1926
- Mictyris longicarpus Latreille, 1806
- Mictyris occidentalis Unno, 2008
- Mictyris platycheles H. Milne Edwards, 1852
- Mictyris thailandensis Davie, Wisespongpand et Shih, 2013

Nie są znane żadne skamieniałości tego rodzaju.